# Mookie Betts
Markus Lynn Betts, detto Mookie (Brentwood, 7 ottobre 1992), è un giocatore di baseball statunitense, interbase per i Los Angeles Dodgers della Major League Baseball.
Betts fu scelto dai Red Sox nel draft del 2011, e debuttò nella MLB nella stagione 2014, messo in campo come seconda base. Nel 2015 passò al ruolo di esterno centro e nel 2016 divenne esterno destro.
Per le sue caratteristiche tecniche, è stato spesso paragonato a Dustin Pedroia.

## Carriera scolastica
Betts frequentò la John Overton High School a Nashville, Tennessee, giocando come seconda base, interbase ed esterno.

## Carriera professionistica

### Draft
I Boston Red Sox scelsero Betts nel quinto giro del draft MLB del 2011 come 172ª scelta assoluta. Dopo una lunga trattativa, Betts decise di rescindere il suo impegno con l'Università del Tennessee, firmando un contratto con la franchigia.

### Leghe minori
Betts giocò una partita nel 2011 per la GCL Red Sox della Gulf Coast League, mettendo a segno due valide su quattro apparizioni in battuta. Nel 2012 giocò come interbase per i Lowell Spinners della New York-Penn League.

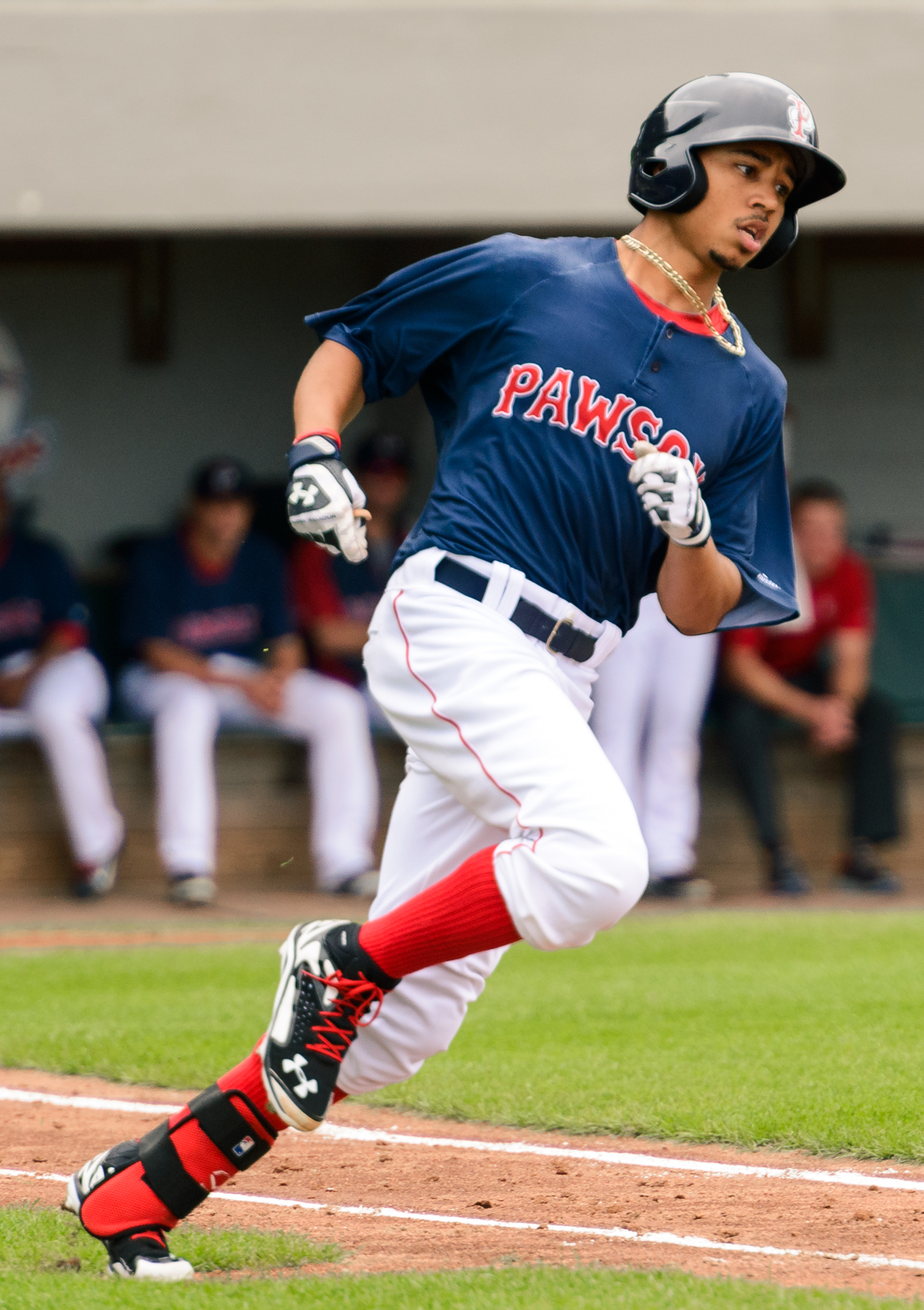
Betts con la maglia dei Pawtucket Red Sox nel 2014

Betts iniziò la stagione 2013 con i Greenville Drive della South Atlantic League (livello A-) e venne selezionato per il South Atlantic League All-Star Game.
Il 9 luglio 2013 venne promosso nei Salem Red Sox della Carolina League (livello A+), e venne nominato Offensive Player of the Year e Breakout Player of the Year nella Minor League Baseball.
Betts iniziò la stagione 2014 con i Portland Sea Dogs della Eastern League (livello AA) e il 3 giugno venne promosso nei Pawtucket Red Sox della International League (AAA).
Betts venne promosso nei Red Sox il 28 giugno 2014.

### Boston Red Sox (2014-2019)
Debuttò il 29 giugno 2014, allo Yankee Stadium di New York City, in una partita contro i New York Yankees. Venne nuovamente spostato nei Pawtucket (AAA) il 19 luglio quando Shane Victorino venne tolto dalla lista infortunati, e richiamato nei Red Sox il 1º agosto successivo.
Nel 2016, Betts fu convocato per suo primo All-Star Game, fu premiato come miglior giocatore dell'American League del mese di luglio e divenne il primo giocatore a raggiungere le 200 valide in quella stagione. La sua annata si chiuse con una media battuta di .318, 214 valide, 122 punti segnati, 42 doppi, 31 fuoricampo, 113 punti battuti a casa (RBI) e guidando la MLB con 359 basi totali.
Betts mantenne una striscia di 129 apparizioni in battuta senza subire strikeout dal 12 settembre 2016 fino al 19 aprile 2017, quando ne subì uno contro Francisco Liriano dei Toronto Blue Jays. Il 2 luglio, in una gara a Toronto, batté 8 RBI nella vittoria per 15-1. Lo stesso giorno fu selezionato per il suo secondo All-Star Game. Inizialmente chiamato come riserva, fu promosso come titolare a causa dell'infortunio di Mike Trout. A fine anno vinse il suo secondo Guanto d'oro per le sue prestazioni a livello difensivo.
Nel 2018 Betts guidò la MLB in media battuta (.346), media bombardieri (.640) e punti segnati (129). I Red Sox conclusero la stagione regolare con un record di 108–54, andando a vincere le World Series contro i Los Angeles Dodgers. A fine anno vinse il terzo Guanto d'oro consecutivo, e il 15 novembre fu premiato come MVP dell'American League, ricevendo 28 voti su 30 per il primo posto. Divenne così il primo giocatore della storia dell'AL a vincere le World Series, il Guanto d'oro, il Silver Slugger e il titolo di MVP nella stessa stagione.

### Los Angeles Dodgers (2020-presente)
Il 4 febbraio 2020, i Red Sox scambiarono Betts, assieme a David Price e una somma in denaro, con i Los Angeles Dodgers per Alex Verdugo e i giocatori di minor league Jeter Downs e Connor Wong.
Il 22 luglio 2020 firma un contratto di 12 anni con i Dodgers.

## Palmarès

### Club
- World Series: 3

Boston Red Sox: 2018
Los Angeles Dodgers: 2020, 2024

### Individuale
- MVP dell'American League: 1

2018
- MLB All-Star: 8

2016, 2017, 2018, 2019, 2021, 2022, 2023, 2024
- Silver Slugger Award: 6

2016, 2018, 2019, 2020, 2022, 2023
- Guanti d'oro: 6

2016, 2017, 2018, 2019, 2020, 2022
- Overall Defensive Player of the Year: 1

2016
- Defensive Player of the Year: 2

2016, 2018
- Capoclassifica dell'AL in media battuta: 1

2018
- Giocatore del mese: 1

AL: luglio 2016
- Giocatore della settimana: 3

AL: 21-27 giugno 2015, 14-20 maggio 2017, 2-8 luglio 2017